# AFI Fest
Ne doit pas être confondu avec Festival du film de Los Angeles.
L’AFI Fest est un festival de cinéma annuel qui se tient en novembre à Hollywood (Los Angeles, États-Unis), organisé par l'American Film Institute.
Il est parfois intitulé festival international du film de Los Angeles (AFI Los Angeles International Film Festival) ou AFI Film Festival.
Le festival est une étape de qualification pour les courts métrages en vue des Oscars du cinéma.

## Prix décernés
- Grand prix du jury (Grand Jury Prize)
- Prix du public (Audience Award)
- New Auteurs Awards